# ألفارو دياز (لاعب قفز طويل)
ألفارو دياز (بالبرتغالية: Álvaro Dias‏) هو لاعب قفز طويل برتغالي، ولد في 14 يناير 1923 في قلمرية في البرتغال، وتوفي في 24 فبراير 2005.

## وصلات خارجية
- ألفارو دياز على موقع الاتحاد الدولي لألعاب القوى (الإنجليزية)
- ألفارو دياز على موقع الاتحاد الأوروبي لألعاب القوى (الإنجليزية)
- ألفارو دياز على موقع أوليمبيديا (الإنجليزية)